# Diocèse de Popokabaka
Le diocèse de Popokabaka (en latin Dioecesis Popokabakaënsis) est une circonscription ecclésiastique de l'Église catholique en République démocratique du Congo. Situé dans la province de Bandundu, à quatre cents kilomètres à l’est de la capitale du pays, Kinshasa, il est suffragant de l’archidiocèse de Kinshasa. 

## Territoire
Le diocèse est situé dans la partie méridionale de la province de Bandundu, et est divisé en 20 paroisses (en 2021). Le siège épiscopal se trouve dans la ville de Popokabaka, où se situe la cathédrale de la Saint-Famille.

## Histoire
Le diocèse est créé le 24 juin 1961 par la bulle Quod Sacrum du pape Jean XXIII, à partir d'une partie du territoire du diocèse de Kisantu. Il est à l'origine confié aux Jésuites.

## Évêques de Popokabaka
- 24 juin 1961 - 1er décembre 1979 : Pierre Bouckaert, S.J.
  - 27 avril 1978 - 1er décembre 1979 : André Mayamba Mabuti Kathongo, évêque coadjuteur
- 1er décembre 1979 - 24 septembre 1993 : André Mayamba Mabuti Kathongo
- 22 avril 1996 - 29 juin 2020 : Louis Nzala Kianza
- depuis le 29 juin 2020 : Bernard Marie Fansaka Biniama
  - depuis le 9 juin 2024 : Cyrille Ikomba Mankelele Mambi, administrateur apostolique sede plana

## Statistiques
| année | baptisés | population totale | pourcentage | prêtres (total) | prêtres séculiers | prêtres réguliers | catholiques par prêtre | diacres | religieux | religieuses | paroisses |
| ----- | -------- | ----------------- | ----------- | --------------- | ----------------- | ----------------- | ---------------------- | ------- | --------- | ----------- | --------- |
| 1969  | 154 000  | 310 000           | 49,7        | 51              | 4                 | 47                | 3 019                  |         | 73        | 102         | 15        |
| 1980  | 209 000  | 373 262           | 56,0        | 52              | 11                | 41                | 4 019                  |         | 55        | 108         | 19        |
| 1990  | 269 618  | 442 585           | 60,9        | 45              | 15                | 30                | 5 991                  |         | 41        | 83          | 17        |
| 1996  | 495 446  | 792 000           | 62,6        | 58              | 35                | 23                | 8 542                  |         | 36        | 82          | 16        |
| 2011  | 628 900  | 1 002 000         | 62,8        | 53              | 39                | 14                | 11 866                 |         | 29        | 91          | 19        |
| 2016  | 643 664  | 1 333 664         | 48,3        | 59              | 45                | 14                | 10 909                 |         | 30        | 81          | 19        |
| 2019  | 707 000  | 1 244 000         | 56,8        | 68              | 54                | 14                | 10 397                 |         | 30        | 81          | 19        |
| 2021  | 906 350  | 1 571 740         | 57,7        | 55              | 49                | 6                 | 16 479                 |         | 13        | 107         | 20        |